# Artimpaza quadrimaculata
Artimpaza quadrimaculata är en skalbaggsart som först beskrevs av Hayashi 1975.  Artimpaza quadrimaculata ingår i släktet Artimpaza och familjen långhorningar.
Artens utbredningsområde är Sarawak. Inga underarter finns listade.